# Elachorbis diaphana
Elachorbis diaphana är en snäckart som beskrevs av Harold John Finlay 1924. Elachorbis diaphana ingår i släktet Elachorbis och familjen Vitrinellidae. Inga underarter finns listade i Catalogue of Life.